# Wejherowo (stacja kolejowa)
Wejherowo – stacja kolejowa w województwie pomorskim. Według klasyfikacji PKP ma kategorię dworca aglomeracyjnego.

## Ruch pasażerski
| Rok  | Wymiana roczna | Wymiana pasażerska na dobę | miejsce w Polsce |
| ---- | -------------- | -------------------------- | ---------------- |
| 2017 | 6 750 000      | 18 500                     | 12               |
| 2018 | 7 040 000      | 19 300                     | 12               |
| 2019 | 5 370 000      | 14 700                     | 14               |
| 2020 | 1 650 000      | 4 500                      | 34               |
| 2021 | 2 410 000      | 6 600                      | 28               |
| 2022 |                | 6 100                      | 58               |

## Krótki opis
Dworzec został zbudowany w 1868, a otwarcie linii nastąpiło w 1870. Następnie został rozbudowany w roku 1905. Kompleks dworcowy mieści się przy placu Piłsudskiego. Tuż obok znajdują się stanowiska odjazdowe autobusów miejskich i PKS.
Hala Dworca Głównego ma jedno główne wejście, położone od strony Placu Piłsudskiego. W budynku znajdują się kasy biletowe i kiosk, a także sklep spożywczy, sklep z odzieżą oraz na piętrze Zbór Kościoła Zielonoświątkowego.
Na stacji funkcjonują semafory świetlne, nastawnia i placówka obsługi technicznej SKM.
Do lat dwudziestych ubiegłego stulecia w Wejherowie funkcjonowała niewielka parowozownia, m.in. obsługująca powstający port gdyński. Jej rolę przejęła nowo wybudowana w 1929 parowozownia w Gdyni.
18 maja 1999, na skutek błędów montera urządzeń srk i dyżurnego ruchu, na torze nr 1 doszło do zderzenia pociągu pospiesznego relacji Koszalin – Kraków Płaszów, prowadzonego przez lokomotywę EP07-330 z próżnym pociągiem SKM zestawionym z elektrycznych zespołów trakcyjnych EN57-760 oraz EN57-1094.
W 2017 został przeprowadzony remont budynku dworca, trwa również budowa węzła integracyjnego.
6 października 2023 budynek dworca otrzymał imię Męczenników Piaśnickich.
Na początku kwietnia 2025 zakończyły się prace modernizacyjne. Oprócz funkcji związanych z obsługą podróżnych (hol, toalety, kasy – zarówno przewoźników kolejowych jak i autobusowych) znalazły się tu biblioteka i sklep. Dodatkowo rozebrano parterową dobudówkę oraz cztery budynki usługowe. Wybudowano niewielki parking, wiatę rowerowa i wiatę śmietnikową, a także uporządkowano pobliskie tereny zielone.

## Perony
Stacja Wejherowo ma 3 perony połączone przejściem podziemnym, peron środkowy posiada zadaszenie. Perony położone są między budynkiem dworca przy pl. Piłsudskiego a ulicą I Brygady Pancernej Wojska Polskiego, przy czym numerowane są od strony budynku dworcowego.

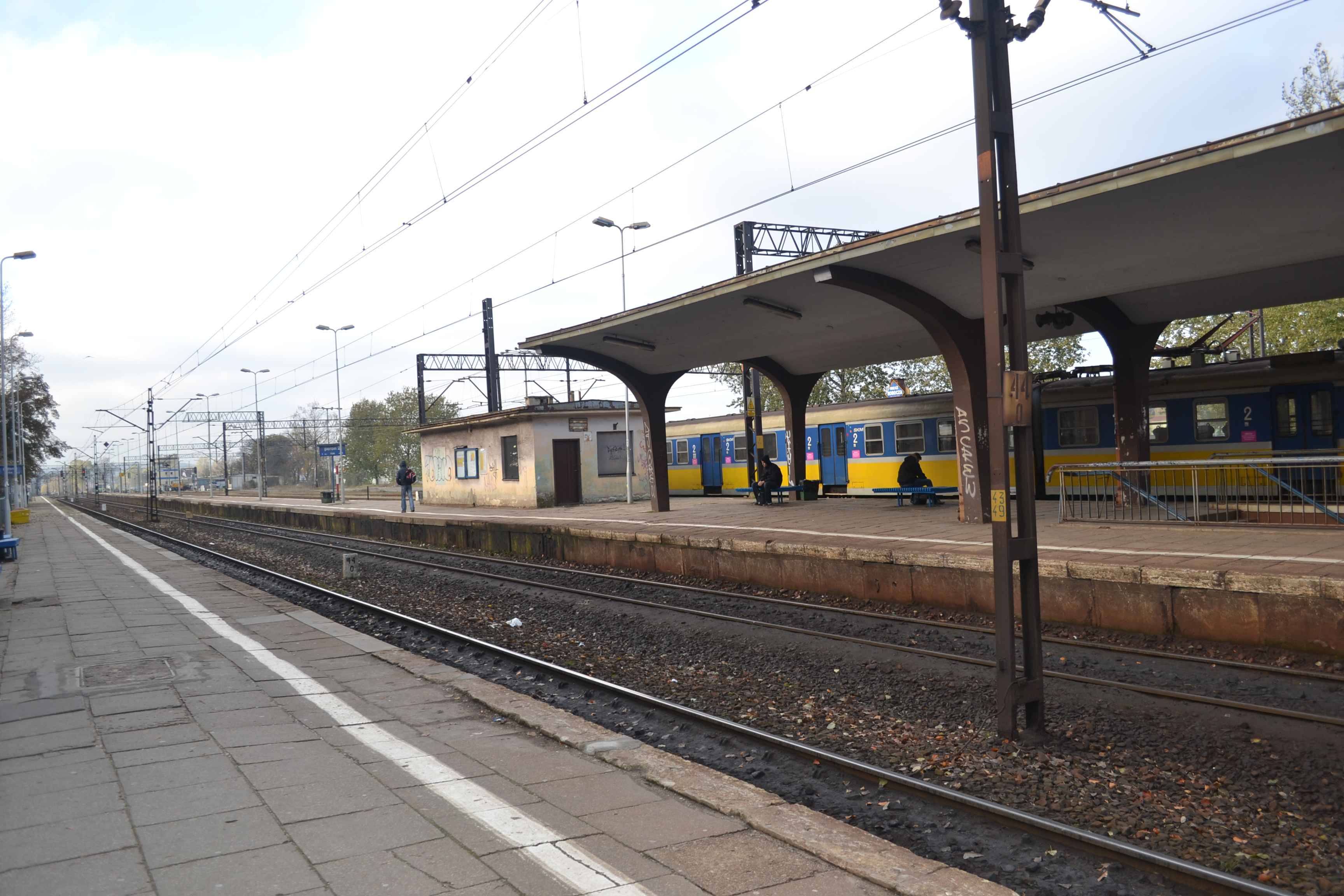
perony w Wejherowie
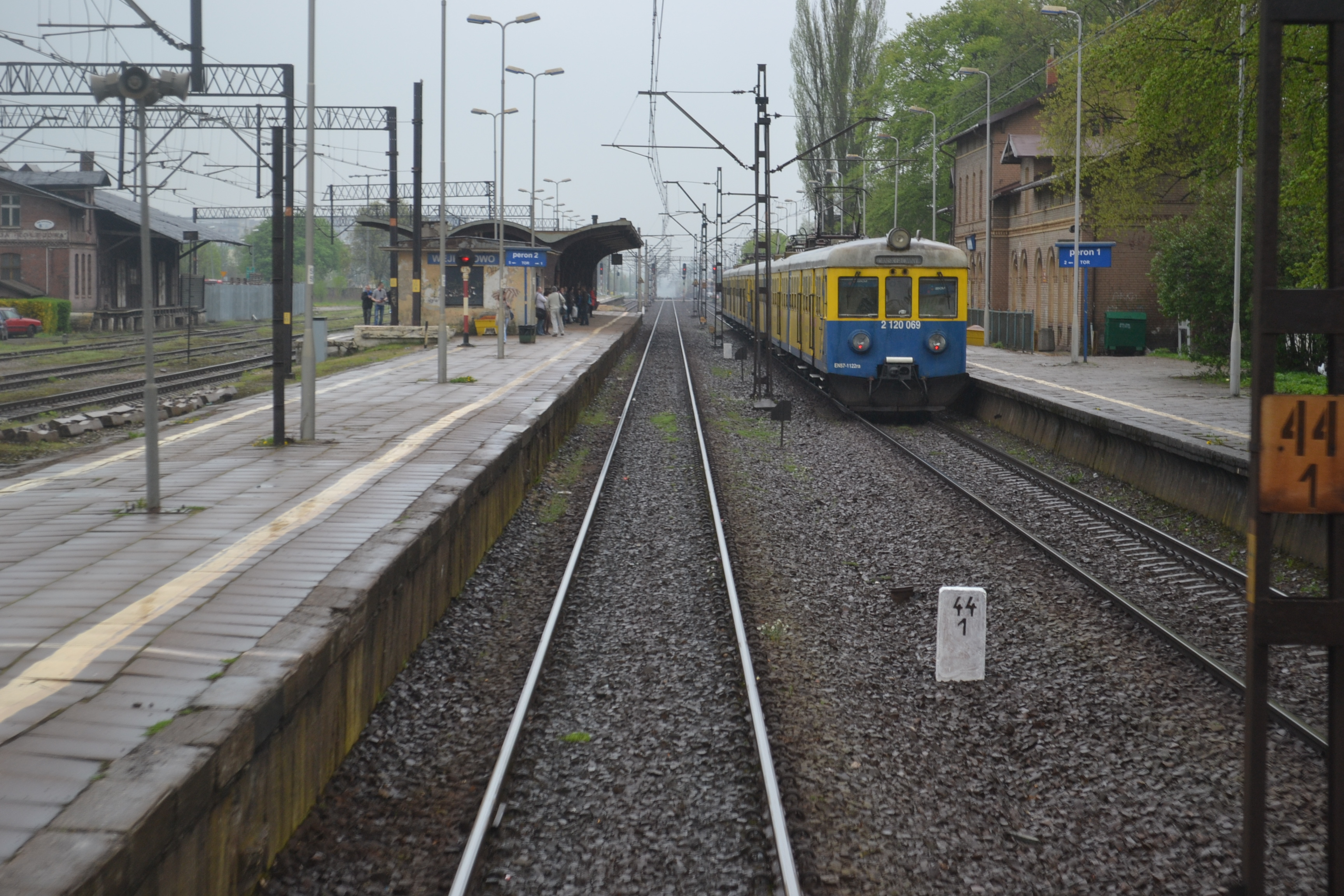
perony w Wejherowie
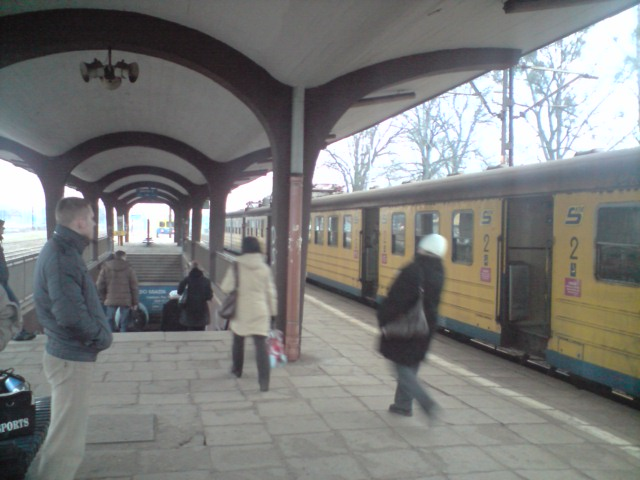
peron w Wejherowie
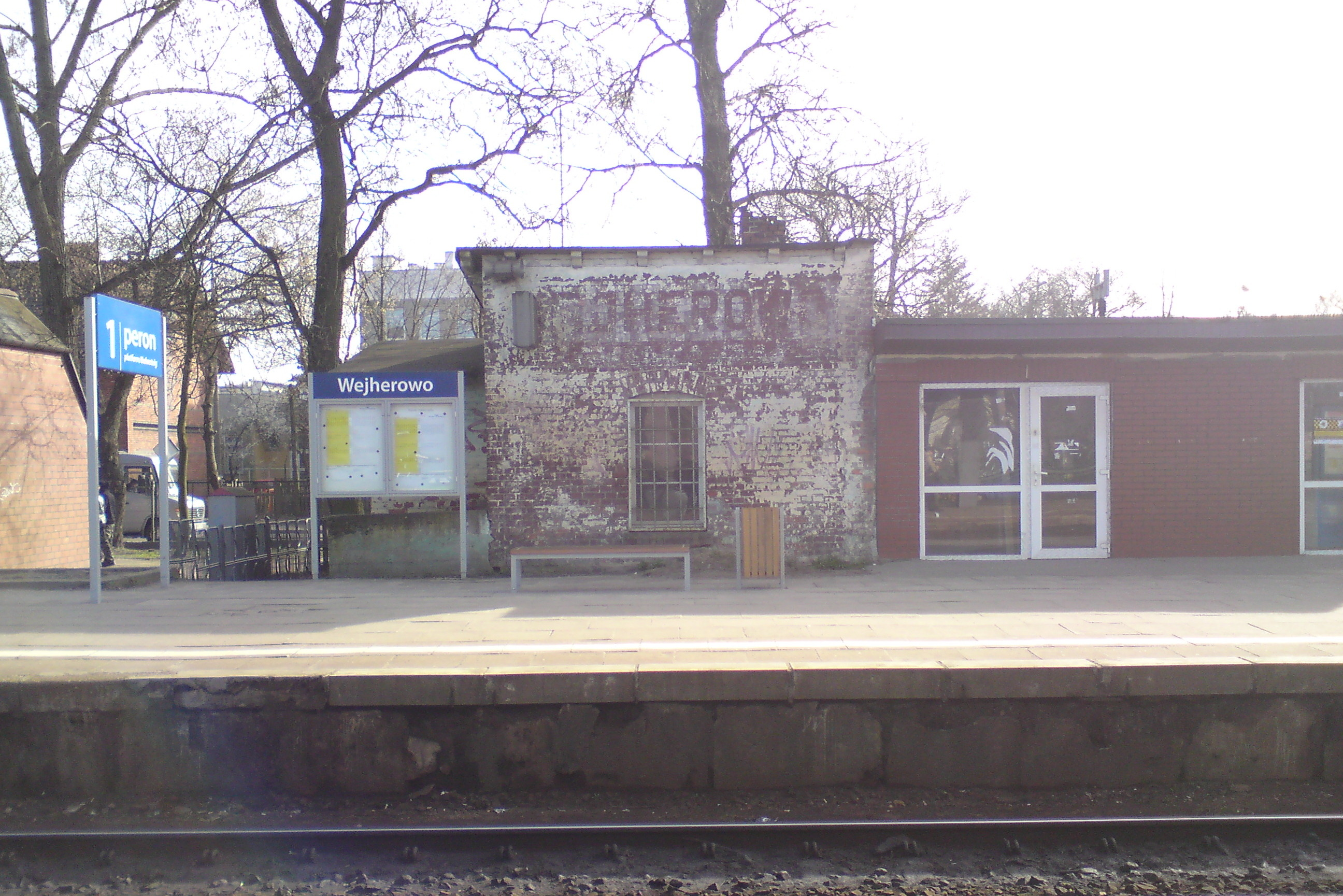
budynek na peronie przydworcowym w Wejherowie

## Komunikacja
Do Dworca Głównego można dojechać autobusami uruchamianymi przez MZK Wejherowo. Przystanek Wejherowo Dworzec Główny PKP 02 znajduje się przy wejściu do dworca i dojeżdżają do niego linie 2, 7 oraz 12, a przystanki Wejherowo Broniewskiego Dw. PKP 01 oraz Broniewskiego Dw. PKP 02 znajdują się po drugiej stronie tunelu przy ul. I Brygady Pancernej WP i dojeżdżają do nich linie 1, 5 oraz 10.